# Imaginationland : Épisode 1
Imaginationland : Épisode 1 (Imaginationland en VO ou Kyle Sucks Cartman's Balls selon l'écran-titre diffusé pendant l'épisode en VO) est le dixième épisode de la onzième saison de la série animée South Park, ainsi que le 163e épisode de l'émission.
C'est le premier épisode de la Trilogie Imaginationland avec Stan, Kyle, Cartman et Butters en héros.
Le monde magique d'Imaginationland ouvre ses portes, et les enfants sont témoins d'une attaque terroriste. Les terroristes prennent le contrôle d'Imaginationland et Butters reste coincé dans ce monde.
Il s'agit d'une des meilleures audiences de South Park sur Comedy Central et d'un succès critique majeur, puisque l'épisode a été plébiscité par les critiques télévisuels et les téléspectateurs qui attendaient beaucoup de cette première trilogie dans l'histoire de la série.
La trilogie a remporté un Emmy Award dans la catégorie meilleur programme d'une heure et plus.

## Résumé
Les garçons semblent faire des fouilles en forêt : Cartman assure en effet avoir vu un Leprechaun. Kyle pense que Cartman a menti. Il semble qu'un pari antérieur au début de l'épisode indique que si Kyle perd, il devra sucer les testicules de Cartman. Et si Kyle avait raison, Cartman lui devra 10 dollars… C'est finalement Butters qui voit quelque chose. En effet un petit Leprechaun apparaît. Cartman et les autres enfants le poursuivent, puis il tombe dans un piège, alors Cartman lui ordonne de dire où il cache son or. Le Leprechaun s'évade avec de la magie, et informe les enfants d'une attaque terroriste, et surtout que son retard va l'empêcher de prévenir qui de droit, et que la fin est proche. Kyle avait parié avec Cartman que les Leprechaun n'existait pas, s'il perdait, Kyle doit sucer les testicules de Cartman.
Plus tard, Kyle mange avec ses parents lorsque Cartman vient lui rendre visite pour lui demander devant d'honorer le contrat. Mais Kyle prétend qu'ils ne sont que pure invention, surtout du fait que ledit Leprechaun les a prévenus d'une attaque terroriste.
Alors que Kyle rencontre Jimmy, Butters, Stan et Kenny qui jouent à la neige, un homme étrange apparaît qui veut en savoir plus sur les Leprechaun. Et l'homme leur dit qu'ils sont bien sûr imaginaires, mais que ça ne veut pas dire qu'ils ne sont pas réels. Il vante alors les mérites de l'imagination, et invite les garçons à monter dans sa machine volante imaginaire, ce qu'ils font. Après la chanson de l'imagination (qui consiste par la répétition du mot « imagination » sur différents tons), les enfants arrivent à Imaginationland, un monde merveilleux peuplé de créatures imaginaires de toute sorte. Alors que les garçons sont présentés aux créatures imaginaires, un terroriste arrive et crie « Allah ! » et se fait exploser, tuant des créatures imaginaires, créant une série d'explosions. D'autres terroriste apparaissent et tuent de nombreuses créatures. Les enfants s'échappent de la cité en pleine destruction sur le dos d'un dragon. Butters est laissé derrière les autres, violemment attaqué par les terroristes.
Le lendemain, Kyle se réveille tranquillement chez lui. Pour lui c'est évident, c'était juste un rêve. Il appelle Stan et ils s'aperçoivent alors qu'ils ont fait le même rêve et que Butters a réellement disparu. Entretemps, le Pentagone a intercepté une vidéo des terroristes qui devait être diffusée, dans laquelle ils assassinent un « bisounours » en tirant une balle dans la tête, et forcent Butters à lire une lettre expliquant leur geste : se venger des Américains qui ont défié Allah. À la fin de la lettre, Butters fait appel à Stan et Kyle pour qu'ils viennent le sauver, les terroristes l'emmènent. Cartman, quant à lui, assigne Kyle au tribunal, parce qu'il n'a toujours pas rempli sa part du contrat. En se basant sur le contrat écrit, au terme de l'audience, le juge enjoint Kyle à sucer les testicules de Cartman sous 24 heures sous peine d'être arrêté.
Le Pentagone fait appel à des créateurs de films qui auront peut-être assez de créativité pour les aider, notamment M. Night Shyamalan qui a fait de plusieurs scénarios intelligents de film notamment Signes, Sixième Sens et Le Village. Michael Bay participe aussi, mais ses idées sont considérées comme stupides : Shyamalan premier est obnubilé par les twists finals dont il est effectivement un spécialiste, le second est expansif et imagine des tas d'effets spéciaux. Toutefois un homme semble avoir une idée : Mel Gibson. Il leur suggère de vérifier les vidéos pour voir si tous les personnages en sont bien imaginaires. Ils découvrent que Butters n'est pas une créature imaginaire. Comme celui-ci fait appel à Stan et Kyle, le Pentagone se lance à leur recherche.
À Imaginationland, les terroristes modifient Rockety Rocket pour en faire un super explosif afin d'exploser la barrière qui sépare le bon côté de l'imagination du mauvais côté. Butters est sommé de faire quelque chose pour empêcher ça. Cartman organise une fête pour que Kyle lui suce les testicules, ce à quoi Kyle se résigne. Mais au moment fatidique, des hélicoptères et voitures arrivent : la Défense américaine a besoin de Stan et Kyle, et les emmène, laissant un Cartman déchainé. Butters tente de convaincre les terroristes de ne pas faire sauter le mur entre bonne et mauvaise imagination. Mais les terroristes ne sont pas sensible à discours et écrasent Rockety Rocket sur le mur qui commence à se fissurer et à craquer Pendant ce temps Cartman fait du stop pour se rendre à Washington DC afin que Kyle remplisse ses obligations.

## Réception critique et production
Cet épisode a eu un grand nombre de bonnes critiques : IGN a donné à cet épisode un 9,1, saluant un épisode « intelligent, inventif, offrant de nombreux moments qui vous restent après la fin ». 411Mania a aussi donné à l'épisode un bon commentaire, l'appelant « un super épisode », l'encensant comme une bouffée d'oxygène après ce que le site a perçu comme « deux épisodes faibles » et l'ont récompensé d'un 7/10. L'épisode a en ce moment un score de 9,6 sur TV.com, d'après les spectateurs.
L'épisode a fait 3,4 millions de téléspectateurs, étant le programme le plus regardé de ce mercredi soir par les 18-24 ans, les 18-34 ans et les 18-49 ans

## Scènes ajoutées sur le DVD
- L'intro commence de la ville pour arriver dans la forêt
- Quand Butters annonce qu'il a vu le Leprechaun, Kyle répond avec pesanteur « nan, y'a pas de Leprechaun ! »
- La poursuite du Leprechaun se fait sur une musique traditionnelle irlandaise
- La bande son de l'écran titre est différente mais le mot trilogy n'a pas été remplacé par movie
- Quand Kyle et Cartman arguent chez les Broflovski, la scène s'achève cette fois par Ike qui répète « Yeah, Kyle gonna suck balls ».
- Jimmy a une réplique en descendant du ballon « c'est complètement chié et c'est incroyable en même temps »
- L'attaque des terroristes est plus longue, avec un meurtre plus explicite et une deuxième explosion kamikaze
- Au Pentagone : « Qu'est-ce que les terroristes veulent de notre imagination ?»,  « Nous ne pouvons pas l'imaginer !».
- Michael Bay a des papiers devant lui qu'il manipule autour de lui quand il imagine les explosions.
- Lors de son explication de ce qu'est la barrière, le maire est visible en plan italien et le passage de la caméra s'approchant de la porte a été supprimé
- Dialogue ajouté pendant la fête de Cartman le sultan : Jimmy : « Cartman je suis sceptique quant à ton obsession de sucer les couilles de Kyle… Ca fait un peu… tarlouze ! » Cartman : « Tarlouze ? Tu crois que je veux que Kyle me suce les couilles pour le plaisir physique ? Non, c'est pour son humiliation ! Kyle a perdu le pari, il a eu tort, alors il va faire comme avec le roi et embrasser ma bague. Sauf que la bague c'est mes couilles ! »
- Les terroristes ne lâchent pas la fusée mais font une attaque kamikaze
- Le plan final sur la photo de Kyle est plus long.